# Crossopriza maculipes
Crossopriza maculipes là một loài nhện trong họ Pholcidae. Loài này được phát hiện ở Trung Á.